# Aeroporto (Guarulhos)
A subdivisão do aeroporto (equivalente aos bairros na subdivisão de Guarulhos) inclui além do aeroporto internacional, a Vila Militar, a Base Aérea de Cumbica, a Av. Jamil João Zarif entre os dois córregos e mais e uma área correspondente a um terreno aplainado, situado entre um pouco além do córrego capão das sombras e o córrego água suja, com cerca de 390m de altura.